# 152 mm M1938
Il 152 mm M1938, altresì indicato con la sigla M-10, è stato un pezzo di artiglieria utilizzato nella seconda guerra mondiale dall'Armata Rossa. Venne sviluppato nel 1938 dal capo ingegnere F.F. Petrov, presso gli stabilimenti di Motovilikha.
Prima dell'inizio dell'operazione Barbarossa era stato prodotto in un numero limitato di esemplari, dato che le forze armate sovietiche non necessitavano, nella fase difensiva del conflitto, di un'arma dalle caratteristiche dell'M-10. Nelle fasi successive venne introdotto il nuovo obice 152 mm M1943 che utilizzava la canna dell'M-10.
Gli M-10 prodotti rimasero in servizio per tutto il conflitto in numeri via via decrescenti e molti vennero sostituiti nel 1943 con il nuovo D-1. Il pezzo trovò impiego anche come arma principale del carro KV-2.